# Жемчужников Іван Іванович
Жемчужников Іван Іванович (1918—1992) — генерал-майор Радянської Армії, учасник Великої Вітчизняної війни, Герой Радянського Союзу (1943).

## Біографія
Іван Жемчужников народився 4 лютого 1918 року в місті Лебедянь (нині — Липецька область). Після закінчення залізничного технікуму працював старшим техніком-будівельником будівельно-монтажного тресту «Амурстройпуть». У 1938 році Жемчужников був призваний на службу в Робітничо-селянську Червону Армію. Брав участь у польському поході РСЧА і радянсько-фінській війні. У 1942 році закінчив Московське військово-інженерне училище. З того ж року — на фронтах Великої Вітчизняної війни. До вересня 1943 майор Іван Жемчужников командував 47-м окремим інженерно-саперним батальйоном 47-го окремого інженерно-саперного батальйону 60-ї інженерно-саперної бригади 7-ї гвардійської армії Степового фронту. Відзначився під час битви за Дніпро.
25-26 вересня 1943 року Жемчужников успішно керував переправою радянських військ через Дніпро на плацдарм на західному березі в районі села Бородаївка Верхньодніпровського району Дніпропетровської області Української РСР.
Указом Президії Верховної Ради СРСР від 26 жовтня 1943 року за «Зразкове виконання бойових завдань командування на фронті боротьби з німецькими загарбниками і проявлені при цьому мужність і героїзм» майор Іван Жемчужников був удостоєний високого звання Героя Радянського Союзу з врученням ордена Леніна і медалі «Золота Зірка» за номером 1382.
Після закінчення війни Жемчужников продовжив службу в Радянській Армії. У 1966 році він закінчив Військову академію імені М. В. Фрунзе. Викладав у Військово-інженерної академії, був у ній начальником командного факультету. У 1979 році в званні генерал-майора Жемчужников був звільнений в запас. Проживав в Москві, помер 28 вересня 1992 року, похований на Митинському кладовищі Москви.
Був також нагороджений двома орденами Червоного Прапора, орденом Олександра Невського, двома орденами Вітчизняної війни 1-го ступеня, двома орденами Червоної Зірки, орденом «За службу Батьківщині в Збройних Силах СРСР» 3-го ступеня, медалями.